# فرودگاه بونگوما
فرودگاه بونگوما (به انگلیسی: Bungoma Airport) یک فرودگاه همگانی، غیرنظامی است که یک باند فرود آسفالت دارد و طول باند آن ۷۰۱ متر است. این فرودگاه در شهر بونگوما، کنیا کشور کنیا قرار دارد و در ارتفاع ۱۴۴۰ متری از سطح دریا واقع شده‌است.